# Milena Łukasiewicz
Milena Anna Łukasiewicz – polska dyplomatka, od 2017 do 2023 chargé d’affaires RP w Wenezueli.

## Życiorys
Ukończyła studia ekonomiczne na Uniwersytecie Warszawskim (2008). Kształciła się także na Uniwersytecie Starsburskim oraz Universidad Católica Andrés Bello w Caracas, gdzie w 2019 uzyskała tytuł magistra.
W 2008 odbywała staż w Komisji Europejskiej. Pracowała w Stałym Przedstawicielstwie RP przy Unii Europejskiej w Brukseli podczas polskiej prezydencji w Radzie Unii Europejskiej w 2011. W 2012 rozpoczęła pracę w Ambasadzie RP w Caracas. Od 1 stycznia 2017 do 2023 była chargé d’affaires RP w Wenezueli z dodatkową akredytacją w następujących państwach: Barbados, Federacja Saint Kitts i Nevis, Grenada, Jamajka, Kooperacyjna Republika Gujany, Republika Surinamu, Republika Trynidadu i Tobago, Saint Vincent i Grenadyny, Wspólnota Dominiki. Pełniła także funkcję Konsula RP. W 2023 została Konsul RP, a następnie kierowniczką Referatu Polityczno-Ekonomicznego i Konsularnego w Ambasadzie w Santiago w Chile. W sierpniu 2024 objęła kierownictwo placówki jako chargé d’affaires.
Posługuje się angielskim, hiszpańskim, francuskim i portugalskim.